# Contre-la-montre féminin de cyclisme sur route aux Jeux olympiques d'été de 1996
Navigation
Sydney 2000
Le contre-la-montre féminin de cyclisme sur route, épreuve de cyclisme des Jeux olympiques d'été de 1996, a lieu le 3 août 1996 dans les rues d'Atlanta. La course s'est déroulée sur 26,1 km.
C'est la première fois que l'épreuve est au programme des Jeux olympiques.
La Russe Zulfiya Zabirova devient la première championne olympique du contre-la-montre.

## Résultats
| Rang                                | Cycliste               | Pays             | Temps       |
| ----------------------------------- | ---------------------- | ---------------- | ----------- |
| Médaille d'or, Jeux olympiques      | Zulfiya Zabirova       | Russie           | 36 min 40 s |
| Médaille d'argent, Jeux olympiques  | Jeannie Longo-Ciprelli | France           | 37 min 00 s |
| Médaille de bronze, Jeux olympiques | Clara Hughes           | Canada           | 37 min 13 s |
| 4.                                  | Kathryn Watt           | Australie        | 37 min 53 s |
| 5.                                  | Marion Clignet         | France           | 38 min 14 s |
| 6.                                  | Tea Vikstedt-Nyman     | Finlande         | 38 min 24 s |
| 7.                                  | Jolanta Polikevičiūtė  | Lituanie         | 38 min 27 s |
| 8.                                  | Imelda Chiappa         | Italie           | 38 min 47 s |
| 9.                                  | Linda Jackson          | Canada           | 38 min 50 s |
| 10.                                 | Anna Wilson            | Australie        | 38 min 50 s |
| 11.                                 | Linda Brenneman        | États-Unis       | 38 min 52 s |
| 12.                                 | Rasa Polikevičiūtė     | Lituanie         | 37 min 53 s |
| 13.                                 | Joane Somarriba        | Espagne          | 38 min 55 s |
| 14.                                 | Yvonne McGregor        | Grande-Bretagne  | 39 min 09 s |
| 15.                                 | Diana Rast             | Suisse           | 39 min 28 s |
| 16.                                 | Jeanne Golay           | États-Unis       | 39 min 36 s |
| 17.                                 | Lenka Ilavská          | Slovaquie        | 39 min 57 s |
| 18.                                 | Svetlana Boubnenkova   | Russie           | 40 min 16 s |
| 19.                                 | Yvonne Brunen          | Pays-Bas         | 40 min 39 s |
| 20.                                 | Jacqueline Nelson      | Nouvelle-Zélande | 40 min 58 s |
| 21.                                 | Sarah Phillips         | Grande-Bretagne  | 41 min 16 s |
| 22.                                 | Rebecca Bailey         | Nouvelle-Zélande | 41 min 45 s |
| 23.                                 | Tanja Klein            | Autriche         | 42 min 03 s |
| 24.                                 | Maritza Corredor       | Colombie         | 42 min 06 s |

## Abandon
- May Hartwell : pas au départ

## Sources
- (en) Cet article est partiellement ou en totalité issu de l’article de Wikipédia en anglais intitulé « Cycling at the 1996 Summer Olympics – Women's time trial » (voir la liste des auteurs).
- Résultats complets